# Kreis Heiligenstadt
| Basisdaten                               | Basisdaten                                         |
| ---------------------------------------- | -------------------------------------------------- |
| Bezirk der DDR                           | Erfurt                                             |
| Kreisstadt                               | Heiligenstadt                                      |
| Fläche                                   | 385 km² (1989)                                     |
| Einwohner                                | 42.843 (1989)                                      |
| Bevölkerungsdichte                       | 111 Einwohner/km² (1989)                           |
| Kfz-Kennzeichen                          | F und L (1953–1990) LO (1974–1990) HIG (1991–1995) |
|                                          |                                                    |
| Der Kreis Heiligenstadt im Bezirk Erfurt |                                                    |

Der Kreis Heiligenstadt war ein Landkreis im Bezirk Erfurt der DDR. Von 1990 bis 1994 bestand er als Landkreis Heiligenstadt in Thüringen fort. Sein Gebiet liegt heute im Landkreis Eichsfeld in Thüringen. Der Sitz der Kreisverwaltung befand sich in Heiligenstadt.

## Geographie

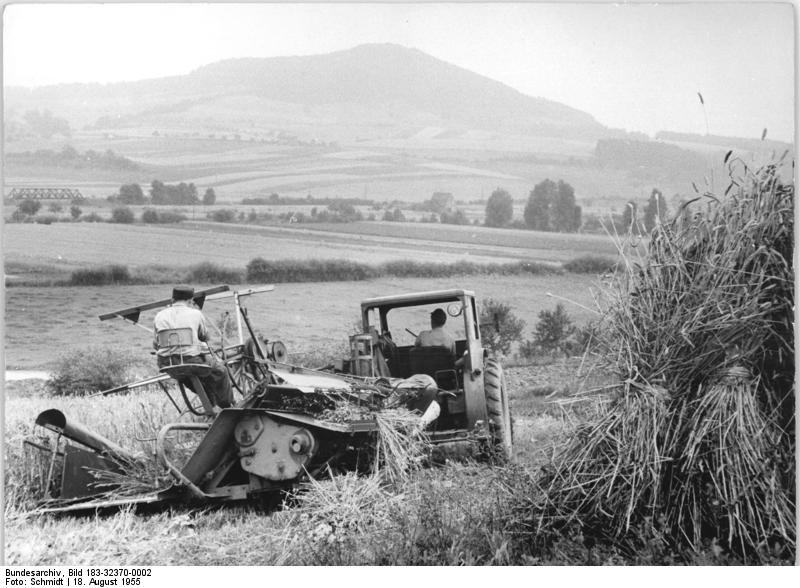
Getreideernte in der Hügellandschaft des Südeichsfeldes im Jahr 1955

### Lage
Der Kreis Heiligenstadt lag im Eichsfeld im äußersten Nordwesten von Thüringen an der innerdeutschen Grenze. Heiligenstadt grenzte im Uhrzeigersinn im Norden beginnend an die (Land-)Kreise Göttingen, Worbis, Mühlhausen sowie bis 1973 Eschwege und Witzenhausen bzw. ab 1974 Werra-Meißner-Kreis.
Ein bedeutender Anteil des Kreisgebietes im Norden, Westen und Süden war durch die Einschränkungen des Sperrgebietes an der innerdeutschen Grenze beeinträchtigt.

### Landschaft
Die Landschaft des Kreises wird von den Muschelkalkplatten der Gobert (543,4 m), der Eichsfelder Höhe (am Höheberg 520,6 m und am Schimberg 473,4 m) und des Düns (an der Steinrund 475 m) geprägt. Nach Norden und Westen schließen sich die Hügellandschaften des mittleren Eichsfeldes an (am Rohrberg 415,4 m und am Rotenberg 406,9 m), sowie im Süden das Rosoppe-Frieda-Hügelland (mit dem Hülfensberg 448,2 m und der Siebertsburg 424,0 m).
Einige kleinere Flüsse haben im Kreis Heiligenstadt ihren Ursprung, wie die Rosoppe, Walse und den Leinezuflüssen Beber, Lutter, Steinsbach, die mit ihren Tälern und kleineren Nebenbächen das Landschaftsbild formen (Leinetal, Rosoppetal). Die Wasserscheide zwischen Werra und Leine verläuft von West nach Ost über das gesamte Kreisgebiet.

## Geschichte

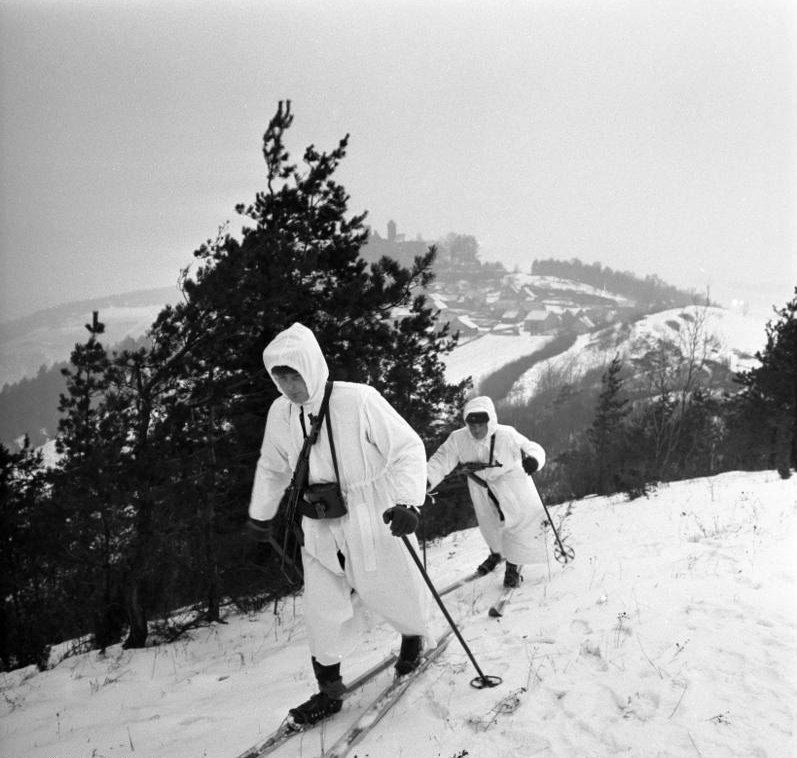
Grenzstreife im Winter 1965 nahe der Burg Hanstein

Am 25. Juli 1952 kam es in der DDR zu einer umfangreichen Verwaltungsreform, bei der unter anderem die Länder der DDR ihre Bedeutung verloren und neue Bezirke eingerichtet wurden. Aus Teilen des damaligen Landkreises Worbis (mit Sitz in Heiligenstadt) wurde der neue Kreis Heiligenstadt mit Sitz in Heiligenstadt gebildet. Der Kreis wurde dem neugebildeten Bezirk Erfurt zugeordnet.
Am 17. Mai 1990 wurde der Kreis in Landkreis Heiligenstadt umbenannt. Anlässlich der Wiedervereinigung der beiden deutschen Staaten wurde der Landkreis im Oktober 1990 dem wiedergegründeten Land Thüringen zugesprochen. Bei der Kreisreform in Thüringen ging er am 1. Juli 1994 zusammen mit dem Nachbarkreis Worbis im heutigen Landkreis Eichsfeld auf.
- Landräte Kreis Eichsfeld bzw. Kreis Worbis (mit Sitz in Heiligenstadt):
  - 1945–1946 Aloys Schaefer
  - 1946–1950 Adolf Braedel
- Vorsitzende des Rates des Kreises Heiligenstadt:
  - 1954–1965 Elsa Görbert
  - bis 1989 Bernhard Horstmann
  - 1989–1990 Werner Henning (ab 7. Dezember 1989)
- Landräte Landkreis Heiligenstadt:
  - 1990–1994 Werner Henning
- 1. Sekretäre der SED-Kreisleitung:
  - 1952–1953 Erich Bock
  - um 1958 Max Krauß
  - 1967–1983 Heinrich Apel
  - 1983–1989? Jürgen Kofend

| Kreis Heiligenstadt | Kreis Heiligenstadt | Kreis Heiligenstadt | Kreis Heiligenstadt | Kreis Heiligenstadt |
| ------------------- | ------------------- | ------------------- | ------------------- | ------------------- |
| Jahr                | 1960                | 1971                | 1981                | 1989                |
| Einwohner           | 43.940              | 42.589              | 42.186              | 42.843              |

## Städte und Gemeinden
Die folgende Liste enthält alle Gemeinden, die dem Kreis Heiligenstadt in der DDR seit 1952 angehörten und alle Gebietsänderungen bis 1990:
- Arenshausen
- Asbach
- Bebendorf, am 1. Februar 1974 zu Döringsdorf-Bebendorf
- Bernterode
- Birkenfelde
- Bischhagen
- Bodenrode
- Bornhagen
- Burgwalde
- Dieterode
- Dietzenrode, am 15. März 1974 zu Wüstheuterode
- Döringsdorf, am 1. Februar 1974 zu Döringsdorf-Bebendorf
- Döringsdorf-Bebendorf, am 1. Februar 1974 neugegründet
- Eichstruth
- Ershausen
- Flinsberg
- Freienhagen
- Fretterode
- Geisleden
- Geismar
- Gerbershausen
- Glasehausen
- Großtöpfer
- Günterode
- Heiligenstadt, Stadt
- Heuthen
- Hohengandern
- Kalteneber
- Kella
- Kirchgandern
- Krombach
- Lehna, am 1. Januar 1957 zu Misserode-Lehna
- Lenterode
- Lindewerra
- Lutter
- Mackenrode
- Marth
- Martinfeld
- Mengelrode
- Misserode, am 1. Januar 1957 zu Misserode-Lehna
- Misserode-Lehna, am 15. März 1974 zu Ershausen
- Pfaffschwende
- Reinholterode
- Rengelrode
- Rohrberg
- Röhrig
- Rustenfelde
- Rüstungen
- Schachtebich
- Schönau, am 1. Februar 1974 zu Uder
- Schönhagen
- Schwobfeld
- Sickerode
- Siemerode
- Steinbach
- Steinheuterode
- Streitholz
- Thalwenden
- Uder
- Volkerode
- Wahlhausen
- Weidenbach, am 15. März 1974 zu Mackenrode
- Westhausen
- Wiesenfeld
- Wilbich
- Wüstheuterode

## Wirtschaft

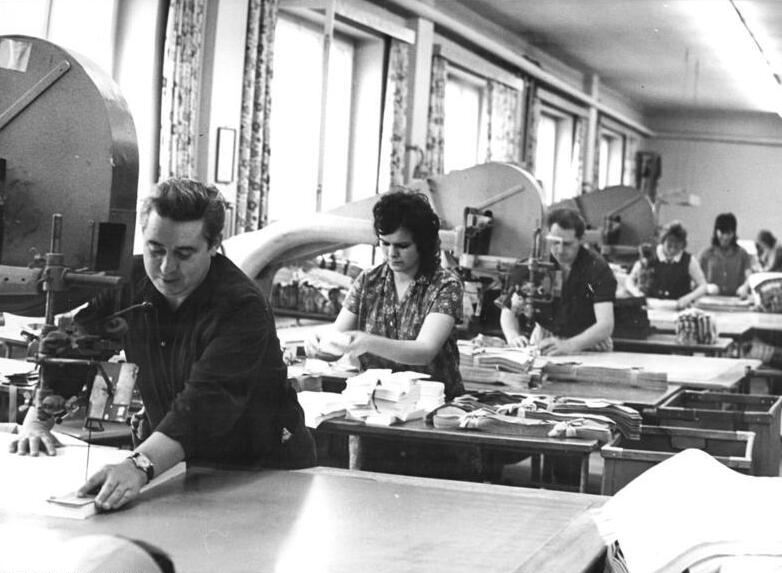
Im Eichsfelder Bekleidungswerk Heiligenstadt

Wichtige Betriebe waren unter anderem:
- VEB Kombinat Solidor Heiligenstadt (Metallwaren)
- VEB Brauhaus Heilbad Heiligenstadt
- VEB Eichsfelder Bekleidungswerke Heiligenstadt
- VEB Papierfabrik Heiligenstadt
- VEB Stawiko Heiligenstadt

## Verkehr
Für den überregionalen Straßenverkehr wurde das Kreisgebiet durch die F 80 Richtung Nordhausen und Halle (Saale) erschlossen.
Dem Eisenbahnverkehr dienten die Strecken Arenshausen–Heiligenstadt–Halle und Geismar–Leinefelde.

## Kfz-Kennzeichen
Den Kraftfahrzeugen (mit Ausnahme der Motorräder) und Anhängern wurden von etwa 1974 bis Ende 1990 dreibuchstabige Unterscheidungszeichen, die mit dem Buchstabenpaar LO begannen, zugewiesen. Die letzte für Motorräder genutzte Kennzeichenserie war LS 79-21 bis LS 99-99.
Anfang 1991 erhielt der Landkreis das Unterscheidungszeichen HIG. Es wurde bis zum 31. Januar 1995 ausgegeben. Seit dem 29. November 2012 ist es aufgrund der Kennzeichenliberalisierung im Landkreis Eichsfeld erhältlich.